# Сэки, Эмануэль
Эмануэль Сэки (англ. Emanuel Sackey; род. 25 декабря 1989) — ганский шоссейный велогонщик.

## Карьера
В 2012 и 2013 годах отметился несколькими победами на этапах Тура Ганы.
В 2015 году принял участие в Африканских играх 2015, проходивших в Браззавиле (Республика Конго). На них выступил в групповой и индивидуальной гонках.
В 2016 году стал чемпионом Ганы в групповой и индивидуальной гонках. Стартовал на Туре Мелеса Зенауи в рамках Африканского тура UCI и Туре де л’эст интернациональ.
В 2019 году снова принял участие в Африканских играх 2019, проходивших в Рабате (Марокко), где выступил в групповой и индивидуальной гонках. А также выступил на Тур дю Фасо.

## Достижения
2012
6-й, 10a-й и 10b-й этапы на Тур Ганы
2013
3-й этап на Тур Ганы
2016
 Чемпион Ганы — групповая гонка
 Чемпион Ганы — индивидуальная гонка